# Coastal Center
Le Coastal Center est un gratte-ciel de 225 mètres construit en 2017 Shenzhen en Chine.